# Ptychochromis insolitus
Ptychochromis insolitus är en fiskart som beskrevs av Melanie L. J. Stiassny och Sparks 2006. Ptychochromis insolitus ingår i släktet Ptychochromis och familjen Cichlidae. Inga underarter finns listade i Catalogue of Life.